# Matteo Restivo
Matteo Restivo (Udine, 4 novembre 1994) è un nuotatore italiano, primatista nazionale sui 200 metri dorso in vasca lunga.

## Biografia
È cresciuto sportivamente nell'Unione Nuoto Friuli, dove era allenato dal tecnico Carlo Lesa. In seguito ha gareggiato per la Rari Nantes Florentia ed è stato arruolato nel Centro Sportivo Carabinieri dove si è allenato dal 2017 al 2024. Si è laureato in Medicina e Chirurgia presso l'Università degli Studi di Firenze, con una votazione finale di 110/110 con lode e ottenendo un master di secondo livello. Grazie ai risultati universitari ha vinto il premio del CONI "Atleta eccellente eccellente studente".
Ha partecipato ai campionati mondiali di nuoto di Budapest 2017, dove è stato il primo degli esclusi nella batteria dei 200 metri dorso, a soli 3 centesimi dal neozelandese Corey Main.
Ha rappresentato la nazionale ai Giochi del Mediterraneo di Tarragona 2018, ottenendo il settimo posto in finale nei 200 metri dorso.
Si è affermato ai campionati europei di nuoto 2018, vincendo due medaglie di bronzo: nei 200 metri dorso, dove ha terminato la gara alle spalle del russo Evgenij Rylov e del polacco Radosław Kawęcki e fissato il nuovo primato nazionale sulla distanza con il tempo di 1'56"29; e nella staffetta 4x100 metri misti, dove ha raccolto il quinto posto in batteria con i connazionali Arianna Castiglioni, Elena Di Liddo e Luca Dotto. Non è stato schierato nel quartetto (composto da Margherita Panziera, Fabio Scozzoli, Elena Di Liddo e Alessandro Miressi) che ha disputato la finale.
Si è qualificato ai mondiali di Gwangju 2019 ed è stato eliminato col quattordicesimo posto nei 200 metri dorso.
Nel 2020 gareggia poco a causa della pandemia di COVID-19. Sostiene la campagna di sensibilizzazione dei vaccini anticovid.
Alle Olimpiadi di Tokyo 2021 non raggiunge ottimi risultati a causa di un infortunio rimediato l'anno precedente che lo ha danneggiato fino a gennaio permettendogli di qualificarsi ai giochi solo un mese prima dell'inizio delle gare.
Ha rappresentato la nazionale italiana ai Campionati Europei di Roma 2022 e ai giochi del Mediterraneo ad Orano 2022.
Ha partecipato ai Campionati del Mondo a Fukuoka 2023, escluso dalle semifinali per 11 centesimi con un tempo di 1'58"57
Qualificato per le Olimpiadi di Parigi 2024 nella categoria 200 metri dorso non riesce a qualificarsi per la semifinale dopo essere arrivato ultimo nella sua batteria ottenendo il ventiquattresimo tempo (1'59"05) su ventotto partecipanti.

## Record nazionali

### Seniores
- 200 metri dorso: 1'56"29 ( Glasgow, 8 agosto 2018)[2]

## Palmarès
- Europei

Glasgow 2018: bronzo nei 200 m dorso; bronzo nella 4x100 m misti.
- Giochi del Mediterraneo

Orano 2022: argento nei 200m dorso.

### Campionati italiani
8 titoli individuali, così ripartiti:
- 1 nei 100 m dorso
- 7 nei 200 m dorso

| Anno | Edizione    | dorso 100 m | dorso 200 m | misti 4x100 m |
| ---- | ----------- | ----------- | ----------- | ------------- |
| 2016 | Invernali   | -           | 2           | -             |
| 2017 | Primaverili | 3           | 1           | -             |
| 2018 | Primaverili | -           | 1           | -             |
| 2018 | Estivi      | -           | 2           | -             |
| 2019 | Primaverili | 2           | -           | 2             |
| 2019 | Estivi      | -           | 2           | -             |
| 2019 | Invernali   | -           | 1           | -             |
| 2020 | Estivi      | -           | 1           | -             |
| 2020 | Invernali   | -           | 3           | -             |
| 2021 | Primaverili | 2           | 2           | -             |
| 2021 | Invernali   | -           | 2           | -             |
| 2022 | Primaverili | -           | 1           | -             |
| 2022 | Estivi      | 1           | 3           | -             |
| 2022 | Invernali   | -           | 2           | -             |
| 2023 | Primaverili | -           | 1           | -             |
| 2023 | Invernali   | -           | 2           | -             |
| 2024 | Primaverili | -           | 1           | -             |